# Franz Buchner
Franz Xaver Buchner (17. června 1898, Starnberg – 26. června 1967, Starnberg) byl německý politik. V březnu 1933 se stal poslancem říšského sněmu za NSDAP, v dubnu stejného roku pak starostou Starnbergu. V roce 1941 upadl v nemilost u nadřízených, což vedlo k tomu, že v prosinci 1943 složil obě své funkce.
Po válce byl v rámci denacifikace nejdříve odsouzen ke třem rokům nucených prací, trest mu byl ale následně snížen na jeden rok. Od února do listopadu roku 1950 tak byl vězněn v pracovním táboře v Eichstättu, kde pracoval na ošetřovně a jako skladník a úředník.